# Avenida de las Américas (Ciudad de la Costa)
La Avenida de las Américas es una importante avenida de la zona de Ciudad de la Costa, en el departamento de Canelones, Uruguay.

## Características
Esta avenida comienza a la altura del puente sobre el arroyo Carrasco, límite con el departamento de Montevideo, como una continuación de la Avenida Italia de ese departamento, y finaliza en la rotonda ubicada frente a la antigua terminal del Aeropuerto Internacional de Carrasco, a través de la cual se conecta con la Avenida Wilson Ferreira Aldunate (Ex Camino Carrasco) y con la ruta 101.
Fue denominada con su actual nombre Avenida de las Américas por ley 13.486, del 9 de agosto de 1966. Previo a ello era conocida en toda su extensión como ruta 101, ya que formaba parte de ésta.
En su recorrido se comunica con la Avenida Giannattasio a través del Puente de Las Américas inaugurado en 2005 y atraviesa además el Parque Roosevelt. Es una de las arterias viales que forman parte de los accesos este de la ciudad de Montevideo, junto con la ruta 101 y la Interbalnearia. Desde 1985, a lo largo de su cantero central se encuentran montados los bustos de los próceres de los países americanos.